# El Anatsui
El Anatsui és un escultor d'origen ghanès (Anyako, Ghana, 1944) que actualment viu i treballa entre Ghana i Nigèria. El Anatsui va estudiar al Col·legi d'Art de la Universitat de Ciència i Tecnologia Kwame Nkrumah a Kumasi, Ghana, entre 1965 i 1968. Des del 1975, és professor d'Escultura a la Universitat de Nigèria de Nsukka, sent un dels membres clau de l'Escola de Nsukka.
El Anatsui és reconegut per crear escultures innovadores, flexibles i mutables, que s'adapten a cada instal·lació i trenquen amb la rigidesa i les formes fixes de l'escultura tradicional. El Anatsui treballa, fonamentalment, amb fusta i fang i, més recentment, també utilitza tapes d'alumini d'ampolles de licor, llaunes de llet condensada i altres elements metàl·lics. La temàtica de la seva obra es focalitza en la història i l'experiència colonial d'Àfrica. Entre les seves escultures, destaquen la sèrie de fusta Patches of History (1993), o els telons metàl·lics monumentals com Adinkra Sasa (2003) o Crumbling Wall (2000).
El Anatsui ha participat en exposicions nacionals i internacionals, incloent el Metropolitan Museum of Art de Nova York (2008–09), el Museu Nacional d'Art Africà de Washington, D.C. (2008), la Biennal de Venècia (2007), la Hayward Gallery (2005), el Centre de Cultura Contemporània Barcelona (2001) o la Triennal d'Escultura d'Osaka (1995), entre d'altres. El 2010, el Royal Ontario Museum de Toronto, Canadà, va oferir una retrospectiva de la seva obra, amb el subtítol When I Last Wrote to You About Africa, que va itinerar per Amèrica del Nord durant 3 anys. El Anatsui ha estat guardonat amb diversos premis internacionals com el Premi Príncep Claus d'Amsterdam de 2009, el Premi Kansai Telecasting Corporation de la Triennal d'Escultura d'Osaka de 1995 o la Menció honorífica (conjunta) de la Biennal de Venècia de 1990, entre d'altres.